# Neško Milovanović
Nenad Neško Milovanović (Servisch: Ненад "Нешко" Миловановић) (Čačak, 4 december 1974) is een voormalig Servisch voetballer en huidig voetbalcoach. Hij speelde als aanvaller of middenvelder en verkreeg in zijn periode bij Lokomotiv Plovdiv tevens de Bulgaarse nationaliteit.